# Juha-Matti Järvi
Juha-Matti Järvi (ur. 10 października 1980) – fiński strongman.

## Życiorys
Juha-Matti Järvi wziął udział w Drużynowych Mistrzostwach Świata Strongman 2006, jednak nie zakwalifikował się do finału.
Wymiary:
- wzrost 182 cm
- waga 124 kg

Rekordy życiowe:
- przysiad 310 kg
- wyciskanie 285 kg
- martwy ciąg 340 kg

## Osiągnięcia strongman
- 2005
  - 7. miejsce - Mistrzostwa Finlandii Strongman
- 2007
  - 4. miejsce - Mistrzostwa Finlandii Strongman
- 2008
  - 2. miejsce - Mistrzostwa Finlandii Strongman